# Shibbolim
Shibbolim (hebreiska: שבלים) är en ort i Israel.   Den ligger i distriktet Södra distriktet, i den centrala delen av landet. Shibbolim ligger 139 meter över havet och antalet invånare är 350.
Terrängen runt Shibbolim är platt. Runt Shibbolim är det ganska glesbefolkat, med 42 invånare per kvadratkilometer. Närmaste större samhälle är Netivot, 3,4 km nordväst om Shibbolim. Trakten runt Shibbolim består till största delen av jordbruksmark.